# وسنال
وسنال (به انگلیسی: Wasnal) یک روستا در پاکستان است که در پنجاب واقع شده‌است.